# Steentilpoort
De Steentilpoort was een van de negen poorten van de Nederlandse stad Groningen. De poort bevond zich aan de zuidoostzijde van de stad, aan de zijde van Appingedam en Delfzijl. Het Damsterdiep stroomde bij de poort de stad in.

## Geschiedenis
In 1517 werd in verband met een nieuwe stadsuitleg aan noordoostzijde van de stad een stenen Steentilpoort gebouwd. Of deze een houten voorganger heeft gehad is niet bekend. Dit is wel mogelijk aangezien de stenen til voor de poort reeds in 1497 werd gelegd, maar er zijn bij opgravingen in 1999 geen resten van teruggevonden en de poort ontbreekt ook op een Saksisch schetskaartje uit ca. 1507. Over de bouw van de stenen poort in 1517 schrijft kroniekschrijver Sicke Benninge: "Ite moock wort in den selven Jaere [als de bouw van de Apoort] gemaeckt de Poorte voor den steenen till tusschen dat Bolwarck van dessen steen van den grooten toorn". Deze afgebroken grote toren vormde onderdeel van het kasteel van Edzard. Uit een stadsrekening uit 1535 blijkt dat dat jaar 'dusent steens an de nie Steentilpoerte verarbeitet' werd. en op de kaart van Jacob van Deventer van ca. 1565 staat de poort ook nog niet aangegeven, maar op de kaart van Braun en Hogenberg uit 1575 wel. Mogelijk is de bouw wel versneld nadat de Geldersen onder leiding van Meindert van Ham in 1536 het Schuitenschuiverskwartier plunderden en deels in brand staken. Uit archeologische opgravingen in 1999 is gebleken dat deze stenen Steentilpoort een toren had. De vierkante poort had aan beide zijden een ingang van ongeveer 4 meter breed met ertussen een halletje. Een eeuw later vond de grote stadsuitleg plaats, waarbij ook het Schuitenschuiverskwartier binnen de stadsmuren werd getrokken, waarbij in 1620 de Nieuwe Steentilpoort werd gebouwd aan het eind van de Nieuweweg ter hoogte van de Oostersingel, tussen de Poeldwinger en de Steentildwinger. De Oude Steentilpoort werd kort na 1616 gesloopt.
Bij de aanleg van de spoorlijn Groningen-Delfzijl wilde Groningen dat de lijn zou eindigen bij de (Nieuwe) Steentilpoort. Het verzet van de bevolking hiertegen was echter zo hevig dat het plan weer teruggetrokken werd. Nadat in 1874 de vestingwet in werking trad, werd ook in Groningen gesproken over het ontmantelen van de vestingwerken. In 1876 werd de Nieuwe Steentilpoort gesloopt. Bij viering van 250 jaar Gronings Ontzet in 1922 werd de Steentilpoort herbouwd in de vorm van een levensgrote maquette.
Bij de Nieuwe Steentilpoort stond vanaf 1621 een kenmerkend poortwachtershuisje, dat oprees vanuit de stadsgracht. Een bekende poortwachter was Eppe van Vreden die bij het Gronings Ontzet verraad pleegde door te proberen in ruil voor een grote som geld de deur gedurende 14 dagen 's nachts open te laten staan, zodat troepen van de bisschop van Münster de stad konden binnendringen. Op basis van die beschuldiging werd hij in ieder geval op 10 juli 1672 ter dood veroordeeld en terechtgesteld. In 1856 werd de poortwacht afgeschaft en in 1945 brandde het huisje uit en werd afgebroken. Er waren destijds plannen voor de bouw van een soortgelijk huisje, maar zover is het nooit gekomen.

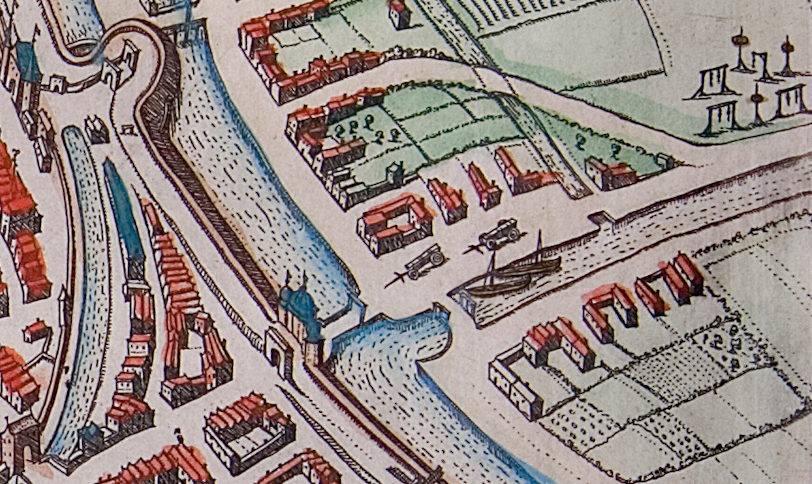
Oude Steentilpoort (midden) op de kaart van Braun & Hogenberg (1575) met linksboven de Poelepoort en rechts het galgenveld aan het Damsterdiep
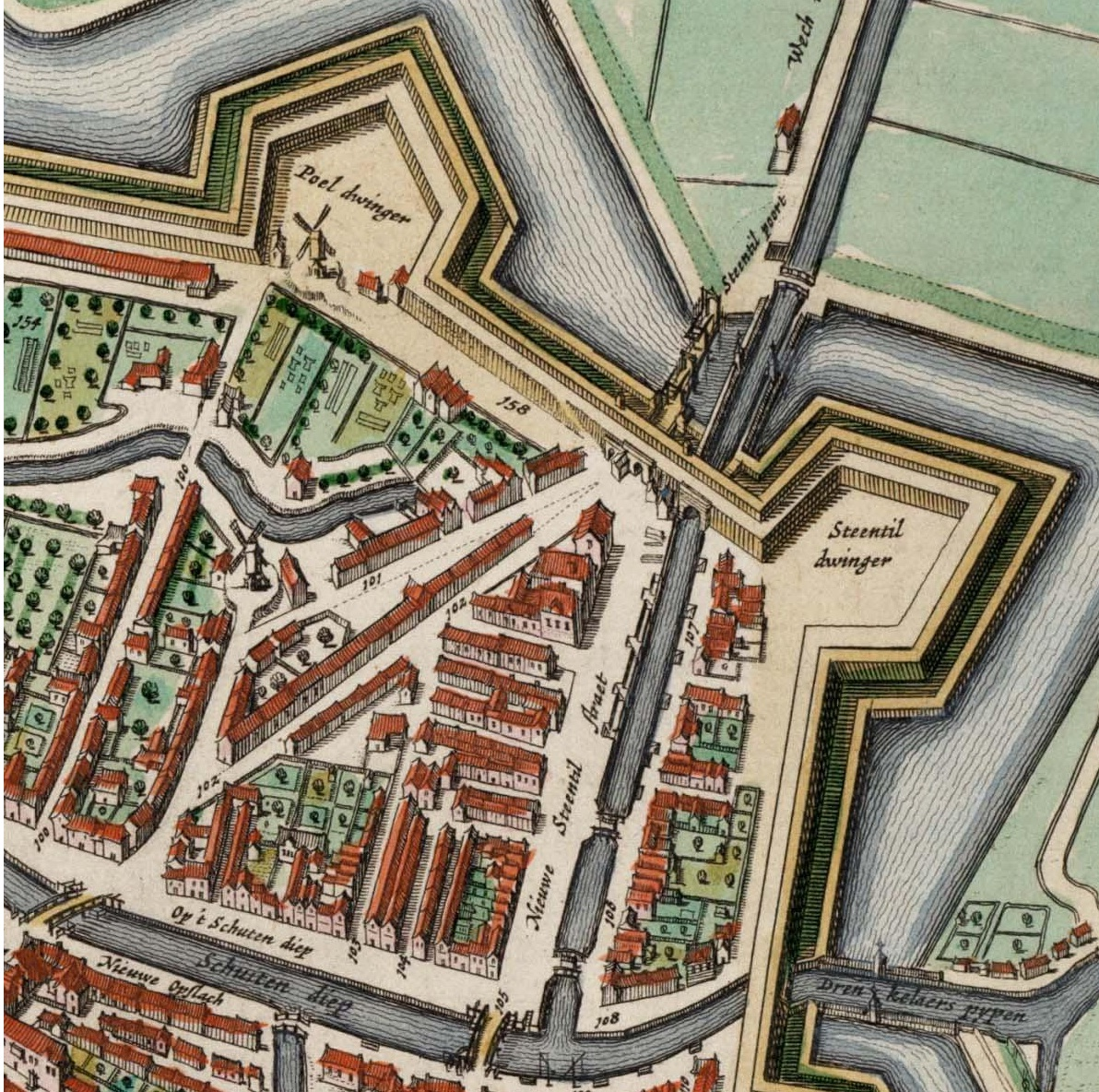
Locatie van de Steentilpoort op de kaart van Groningen uit de Atlas van Loon (1649). Bij de brug aan zuidzijde van de 'Nieuwe Steentil Straat' stond de Oude Steentilpoort.